# Abbas Ayyad
Abbas Ayyad (11 maggio 1987) è un calciatore bahreinita, difensore dell'Al-Ahli.

## Carriera

### Club
Ha sempre giocato nel campionato bahreinita.

### Nazionale
Con la maglia della Nazionale ha collezionato 25 presenze.